# Sibogagorgia
Sibogagorgia is een geslacht van neteldieren uit de klasse van de Anthozoa (bloemdieren).

## Soorten
- Sibogagorgia cauliflora Herrera, Baco & Sánchez, 2010
- Sibogagorgia dennisgordoni Sánchez, 2005
- Sibogagorgia tautahi Sánchez, 2005
- Sibogagorgia weberi Stiasny, 1937